# Mamma (Giovanna)
Mamma è un singolo di Giovanna pubblicato nel 2016 dalla Kicco.

## Tracce
1. Mamma (Philippe Leon, Luca Rustici)